# Alisha Lehmann
Alisha Debora Lehmann (Tägertschi, 21 gennaio 1999) è una calciatrice svizzera, attaccante del Como e della nazionale svizzera.

## Biografia
Si è dichiarata bisessuale. Per diverso tempo si era identificata come lesbica, intraprendendo una relazione della durata di 3 anni con la connazionale Ramona Bachmann con la quale, nel 2019, è apparsa nella serie della BBC Three Britain's Youngest Football Boss. Attualmente non è più legata sentimentalmente al calciatore brasiliano Douglas Luiz, centrocampista della Juventus e della nazionale brasiliana, relazione che era già terminata temporaneamente nel 2022. I due erano tornati insieme l'anno successivo ma sono durati solo fino alla fine del 2024.
All'11 gennaio 2025, conta più di 16 milioni di follower su Instagram, rendendola la calciatrice più seguita al mondo.

## Carriera

### Club

#### Gli inizi, Young Boys

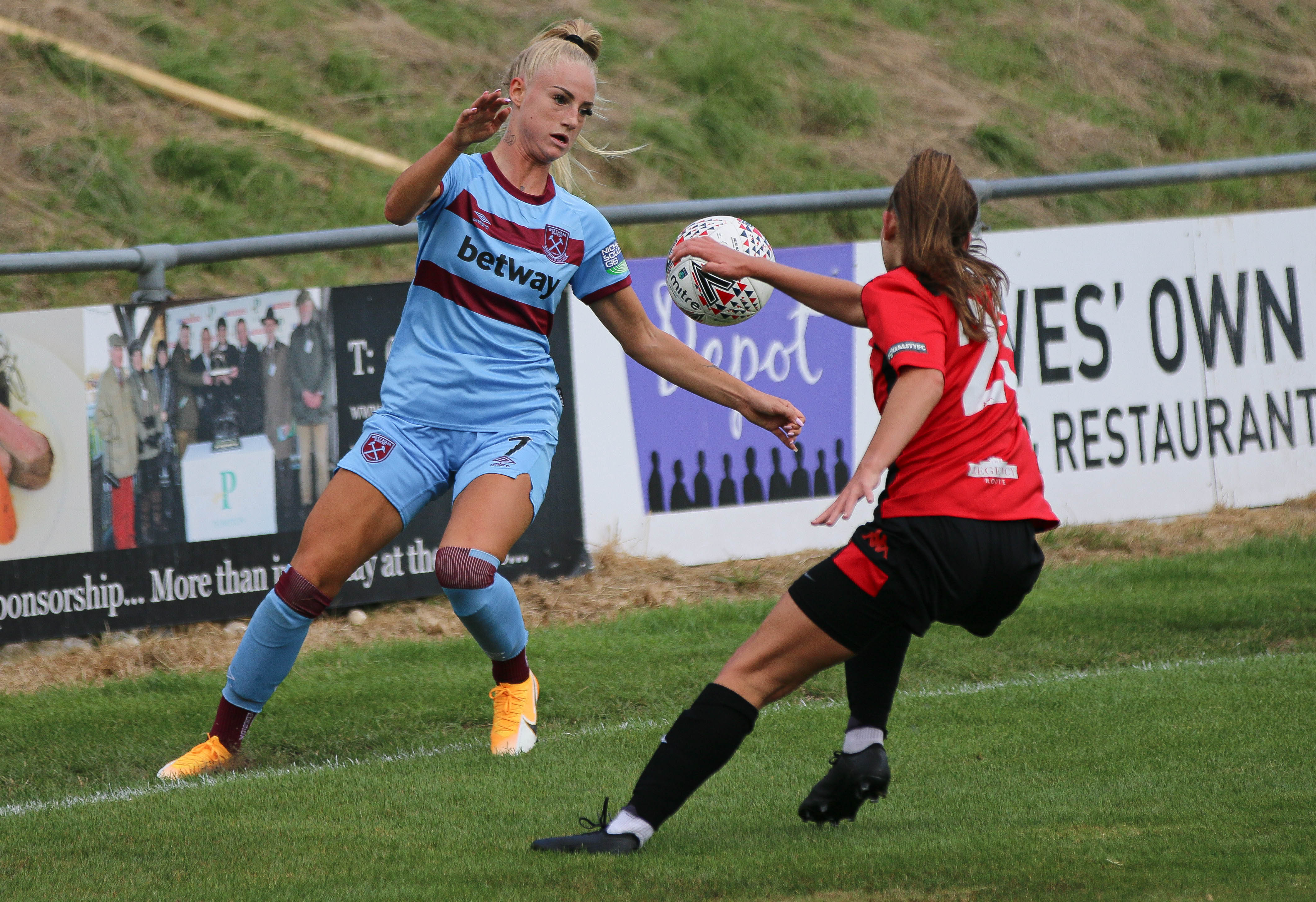
Lehmann con la maglia del nel 2020.

Alisha Lehmann ha iniziato a giocare a calcio da giovanissima, entrando nella squadra giovanile mista del piccolo comune di Konolfingen a soli nove anni e mettendosi in luce giocando nei campionati regionali.
In seguito, si è trasferita allo Young Boys, dove ha l'opportunità di continuare l'attività agonistica in una squadra interamente femminile, dapprima nella formazione Under-14 e poi con la prima squadra. Ha fatto il suo esordio in Women's Super League nel campionato 2015-2016. Durante il campionato di Lega Nazionale A 2017-2018 è stata protagonista realizzando 9 reti, migliore realizzatrice giallonera assieme a Florijana Ismaili, tra cui la tripletta con cui alla 15ª giornata lo Young Boys supera per 3-0 lo Staad nella stagione regolare, alla quale si aggiunge quella nella fase finale.

#### West Ham Utd, Everton e Aston Villa
Nell'estate 2018, dopo tre stagioni allo Young Boys, si è trasferita in Inghilterra al West Ham, ammesso in FA Women's Super League per la stagione 2018-2019. Ha concluso il torneo realizzando 6 reti in campionato e giocando la finale della Women's FA Cup, persa dal West Ham per 3-0 contro il Manchester City. Al termine della stagione, mentre era impegnata con la nazionale svizzera, si è infortunata alla caviglia, riuscendo a recuperare per l'avvio della stagione successiva. Nel gennaio 2021 è stata comunicata la sua cessione in prestito fino a fine stagione all'Everton, continuando a giocare in Women's Super League.
Concluso il prestito all'Everton, ha lasciato il West Ham per passare all'Aston Villa nell'estate 2021. Ha concluso la prima stagione con 23 presenze e 4 reti complessive.

#### Juventus e Como Women
Il 6 luglio 2024 viene ingaggiata a titolo definitivo dalla Juventus, in Serie A, con cui firma un contratto triennale. Al termine della stagione, dopo aver vinto campionato e coppa Italia, conclude anticipatamente il proprio contratto con la società bianconera.
Il 12 agosto 2025 viene annunciato il suo ingaggio dal Como, firmando un accordo triennale.

### Nazionale
Lehmann è stata convocata dalla federazione calcistica della Svizzera (ASF) nel 2015, inserita in rosa dalla selezionatrice Monica Di Fonzo con la formazione under 17, impegnata nelle fasi di qualificazione al campionato europeo di Islanda 2015. Lehmann ha esordito nel torneo l'11 aprile 2015, durante la fase élite, nell'incontro dove la Svizzera ha sconfitto la Serbia per 8-1. Ha segnato la sua prima rete cinque giorni dopo, fissando al 61' il risultato con le avversarie della Finlandia sul 4-0. Ha condiviso con le compagne l'accesso alla fase finale dove Di Fonzo l'ha impiegata in cinque dei sei incontri disputati, rivelandosi determinante nel passaggio alle semifinali grazie alla rete vincente con cui la Svizzera supera l'Irlanda e che ha permesso di concludere il girone al primo posto. La squadra, superata la Germania per 1-0, conclude la manifestazione al secondo posto, perdendo 5-2 la finale contro la Spagna. Di Fonzo ha continuato a convocarla anche per le qualificazioni all'Europeo di Bielorussia 2016, dove Lehmann ha giocato tutti e tre gli incontri della fase preliminare nel gruppo I, segnando sia con la Serbia che con la Lituania, e i successivi tre della fase élite, che, però, la Svizzera non ha superato.
Sempre del 2016 è la convocazione nella rappresentativa under 19, chiamata dalla selezionatrice Nora Häuptle per le fasi di qualificazione all'Europeo under 19 di Irlanda del Nord 2017. Lehmann ha fatto il suo debutto e ha siglato la sua prima rete in under 19 il 18 ottobre 2016, nel primo incontro della fase preliminare dove la Svizzera ha superato per 5-0 le pari età dell'Estonia. Ha segnato poi una tripletta nella successiva partita, dove la Svizzera ha battuto 9-0 la Croazia, e un'altra marcatura nel 3-3 con la Rep. Ceca. Häuptle l'ha impiegata anche in tutte le restanti partite della fase élite, dove la Svizzera, qualificatasi come migliore seconda, si è classificata solo al terzo posto del gruppo 6, fallendo la qualificazione.
Nel 2017 Martina Voss-Tecklenburg, commissario tecnico della nazionale maggiore, l'ha convocata per l'amichevole del 22 ottobre persa 2-0 con le vicecampionesse del mondo del Giappone, debuttando in maglia rossocrociata sostituendo Eseosa Aigbogun al 55'. In seguito, Voss-Tecklenburg l'ha inserita in rosa nella squadra impegnata nell'edizione 2018 della Cyprus Cup, torneo che la Svizzera ha concluso al quarto posto, e segnando il 2 marzo 2018 la prima rete nella vittoria per 4-0 contro la Finlandia. Lehmann è scesa in campo per la sua prima partita internazionale ufficiale nell'incontro del 5 aprile 2018, con la vittoria per 1-0 sulla Scozia, valida per le qualificazioni al campionato mondiale di Francia 2019.
Ha giocato quasi tutte le partite del gruppo di qualificazione alla fase finale del campionato europeo 2022, segnando una rete nella vittoria casalinga per 2-1 sul Belgio. Nei successivi play-off ha giocato solo la partita di ritorno della finale contro la Rep. Ceca, mettendo a segno uno dei tiri di rigore che hanno consentito alle elvetiche di accedere al campionato europeo. Lehmann ha poi annunciato la sua rinuncia a un'eventuale convocazione per la fase finale dell'Europeo, riportando di non sentirsi "pronta mentalmente" a disputare il torneo.
Nel 2023 viene convocata dal CT Inka Grings, in vista della spedizione in Australia e Nuova Zelanda, per prendere parte al Campionato mondiale femminile di calcio 2023: la rappresentativa elvetica uscirà agli ottavi di finale dopo la sconfitta subita dalla Spagna per 5-1.

## Statistiche

### Presenze e reti nei club
Statistiche aggiornate al 25 aprile 2025.
| Stagione           | Squadra            | Campionato         | Campionato | Campionato | Coppe nazionali | Coppe nazionali | Coppe nazionali | Coppe continentali | Coppe continentali | Coppe continentali | Altre coppe | Altre coppe | Altre coppe | Totale | Totale |
| Stagione           | Squadra            | Comp               | Pres       | Reti       | Comp            | Pres            | Reti            | Comp               | Pres               | Reti               | Comp        | Pres        | Reti        | Pres   | Reti   |
| ------------------ | ------------------ | ------------------ | ---------- | ---------- | --------------- | --------------- | --------------- | ------------------ | ------------------ | ------------------ | ----------- | ----------- | ----------- | ------ | ------ |
| 2015-2016          | Young Boys         | LNA                | 6+6        | 1+5        | CSF             | 0               | 0               | -                  | -                  | -                  | -           | -           | -           | 12     | 6      |
| 2016-2017          | Young Boys         | LNA                | 18+5       | 8+1        | CSF             | 5               | 7               | -                  | -                  | -                  | -           | -           | -           | 28     | 16     |
| 2017-2018          | Young Boys         | LNA                | 28         | 16         | CSF             | 3               | 7               | -                  | -                  | -                  | -           | -           | -           | 31     | 23     |
| Totale Young Boys  | Totale Young Boys  | Totale Young Boys  | 63         | 31         | -               | 8               | 14              | -                  | -                  | -                  | -           | -           | -           | 71     | 45     |
| 2018-2019          | West Ham           | WSL                | 20         | 6          | WFC+WLC         | 5+5             | 2+1             | -                  | -                  | -                  | -           | -           | -           | 30     | 9      |
| 2019-2020          | West Ham           | WSL                | 13         | 3          | WFC+WLC         | 1+4             | 0+1             | -                  | -                  | -                  | -           | -           | -           | 18     | 4      |
| 2020-gen. 2021     | West Ham           | WSL                | 9          | 0          | WFC+WLC         | 0+2             | 0+1             | -                  | -                  | -                  | -           | -           | -           | 11     | 1      |
| Totale West Ham    | Totale West Ham    | Totale West Ham    | 42         | 9          | -               | 17              | 5               | -                  | -                  | -                  | -           | -           | -           | 59     | 14     |
| gen.-giu. 2021     | Everton            | WSL                | 8          | 1          | WFC+WLC         | 1+0             | 0+0             | -                  | -                  | -                  | -           | -           | -           | 9      | 1      |
| 2021-2022          | Aston Villa        | WSL                | 21         | 2          | WFC+WLC         | 0+2             | 0+2             | -                  | -                  | -                  | -           | -           | -           | 23     | 4      |
| 2022-2023          | Aston Villa        | WSL                | 22         | 5          | WFC+WLC         | 4+5             | 1+0             | -                  | -                  | -                  | -           | -           | -           | 31     | 6      |
| 2023-2024          | Aston Villa        | WSL                | 15         | 2          | WFC+WLC         | 1+5             | 0+2             | -                  | -                  | -                  | -           | -           | -           | 21     | 4      |
| Totale Aston Villa | Totale Aston Villa | Totale Aston Villa | 58         | 9          | -               | 17              | 5               | -                  | -                  | -                  | -           | -           | -           | 75     | 14     |
| 2024-2025          | Juventus           | A                  | 16         | 2          | CI              | 4               | 0               | UWCL               | 2                  | 0                  | SI          | 0           | 0           | 22     | 2      |
| 2025-2026          | Como               | A                  | 0          | 0          | CI              | 0               | 0               |                    | -                  | -                  | AWC         | -           | -           | 0      | 0      |
| Totale carriera    | Totale carriera    | Totale carriera    | 187        | 52         | -               | 47              | 24              | -                  | 2                  | 0                  | -           | -           | -           | 236    | 76     |

### Presenze e reti in nazionale
| Cronologia completa delle presenze e delle reti in nazionale ― Svizzera | Cronologia completa delle presenze e delle reti in nazionale ― Svizzera | Cronologia completa delle presenze e delle reti in nazionale ― Svizzera | Cronologia completa delle presenze e delle reti in nazionale ― Svizzera | Cronologia completa delle presenze e delle reti in nazionale ― Svizzera | Cronologia completa delle presenze e delle reti in nazionale ― Svizzera | Cronologia completa delle presenze e delle reti in nazionale ― Svizzera | Cronologia completa delle presenze e delle reti in nazionale ― Svizzera |
| Data                                                                    | Città                                                                   | In casa                                                                 | Risultato                                                               | Ospiti                                                                  | Competizione                                                            | Reti                                                                    | Note                                                                    |
| ----------------------------------------------------------------------- | ----------------------------------------------------------------------- | ----------------------------------------------------------------------- | ----------------------------------------------------------------------- | ----------------------------------------------------------------------- | ----------------------------------------------------------------------- | ----------------------------------------------------------------------- | ----------------------------------------------------------------------- |
| 22-10-2017                                                              | Nagano                                                                  | Giappone                                                                | 2 – 0                                                                   | Svizzera                                                                | Amichevole                                                              | -                                                                       | 55’                                                                     |
| 2-3-2018                                                                | Larnaca                                                                 | Svizzera                                                                | 4 – 0                                                                   | Finlandia                                                               | Cyprus Cup 2018                                                         | 1                                                                       |                                                                         |
| 5-3-2018                                                                | Larnaca                                                                 | Svizzera                                                                | 0 – 0                                                                   | Galles                                                                  | Cyprus Cup 2018                                                         | -                                                                       | 46’                                                                     |
| 7-3-2018                                                                | Larnaca                                                                 | Corea del Nord                                                          | 2 – 1                                                                   | Svizzera                                                                | Cyprus Cup 2018 - Finale 3º posto                                       | -                                                                       | 83’                                                                     |
| 5-4-2018                                                                | Sciaffusa                                                               | Svizzera                                                                | 1 – 0                                                                   | Scozia                                                                  | Qual. Mondiali 2019                                                     | -                                                                       | 67’                                                                     |
| 12-6-2018                                                               | Minsk                                                                   | Bielorussia                                                             | 0 – 5                                                                   | Svizzera                                                                | Qual. Mondiali 2019                                                     | -                                                                       | 45’                                                                     |
| 30-8-2018                                                               | Paisley                                                                 | Scozia                                                                  | 2 – 1                                                                   | Svizzera                                                                | Qual. Mondiali 2019                                                     | -                                                                       | 74’                                                                     |
| 4-9-2018                                                                | Mielec                                                                  | Polonia                                                                 | 0 – 0                                                                   | Svizzera                                                                | Qual. Mondiali 2019                                                     | -                                                                       | 45’                                                                     |
| 5-10-2018                                                               | Lovanio                                                                 | Belgio                                                                  | 2 – 2                                                                   | Svizzera                                                                | Qual. Mondiali 2019 - Play-off                                          | 2                                                                       | 46’                                                                     |
| 9-11-2018                                                               | Utrecht                                                                 | Paesi Bassi                                                             | 3 – 0                                                                   | Svizzera                                                                | Qual. Mondiali 2019 - Play-off                                          | -                                                                       | 73’                                                                     |
| 13-11-2018                                                              | Sciaffusa                                                               | Svizzera                                                                | 1 – 1                                                                   | Paesi Bassi                                                             | Qual. Mondiali 2019 - Play-off                                          | -                                                                       | 46’                                                                     |
| 27-2-2019                                                               | São João                                                                | Svezia                                                                  | 4 – 1                                                                   | Svizzera                                                                | Algarve Cup 2019                                                        | -                                                                       | 46’                                                                     |
| 4-3-2019                                                                | Santo António                                                           | Svizzera                                                                | 3 – 1                                                                   | Portogallo                                                              | Algarve Cup 2019                                                        | -                                                                       | 90’                                                                     |
| 6-3-2019                                                                | Albufeira                                                               | Svizzera                                                                | 0 – 2                                                                   | Spagna                                                                  | Algarve Cup 2019                                                        | -                                                                       |                                                                         |
| 5-4-2019                                                                | Bienne                                                                  | Svizzera                                                                | 0 – 0                                                                   | Finlandia                                                               | Amichevole                                                              | -                                                                       | 69’                                                                     |
| 9-4-2019                                                                | Amiens                                                                  | Svizzera                                                                | 1 – 0                                                                   | Slovacchia                                                              | Amichevole                                                              | -                                                                       | 81’                                                                     |
| 4-10-2019                                                               | Šiauliai                                                                | Lituania                                                                | 0 – 3                                                                   | Svizzera                                                                | Qual. Euro 2022                                                         | -                                                                       | 46’                                                                     |
| 8-10-2019                                                               | Thun                                                                    | Svizzera                                                                | 2 – 0                                                                   | Croazia                                                                 | Qual. Euro 2022                                                         | -                                                                       | 63’                                                                     |
| 12-11-2019                                                              | Sciaffusa                                                               | Svizzera                                                                | 6 – 0                                                                   | Romania                                                                 | Qual. Euro 2022                                                         | -                                                                       | 62’                                                                     |
| 6-3-2020                                                                | Marbella                                                                | Svizzera                                                                | 1 – 1                                                                   | Austria                                                                 | Amichevole                                                              | -                                                                       | 70’                                                                     |
| 10-3-2020                                                               | Marbella                                                                | Austria                                                                 | 1 – 2                                                                   | Svizzera                                                                | Amichevole                                                              | -                                                                       | 63’                                                                     |
| 18-9-2020                                                               | Zaprešić                                                                | Croazia                                                                 | 1 – 1                                                                   | Svizzera                                                                | Qual. Euro 2022                                                         | -                                                                       | 66’                                                                     |
| 22-9-2020                                                               | Thun                                                                    | Svizzera                                                                | 2 – 1                                                                   | Belgio                                                                  | Qual. Euro 2022                                                         | 1                                                                       | 68’                                                                     |
| 27-10-2020                                                              | Mogoșoaia                                                               | Romania                                                                 | 0 – 2                                                                   | Svizzera                                                                | Qual. Euro 2022                                                         | -                                                                       | 57’                                                                     |
| 1-12-2020                                                               | Lovanio                                                                 | Belgio                                                                  | 4 – 0                                                                   | Svizzera                                                                | Qual. Euro 2022                                                         | -                                                                       | 61’                                                                     |
| 13-4-2021                                                               | Thun                                                                    | Svizzera                                                                | 1 – 1 dts (3 - 2 dtr)                                                   | Rep. Ceca                                                               | Qual. Euro 2022 - Play-off                                              | -                                                                       | 56’                                                                     |
| 17-9-2021                                                               | Thun                                                                    | Svizzera                                                                | 4 – 1                                                                   | Lituania                                                                | Qual. Mondiali 2023                                                     | 1                                                                       | 66’                                                                     |
| 21-9-2021                                                               | Chișinău                                                                | Moldavia                                                                | 0 – 6                                                                   | Svizzera                                                                | Qual. Mondiali 2023                                                     | 1                                                                       | 46’                                                                     |
| 26-10-2021                                                              | Zurigo                                                                  | Svizzera                                                                | 5 – 0                                                                   | Croazia                                                                 | Qual. Mondiali 2023                                                     | -                                                                       | 58’                                                                     |
| 26-11-2021                                                              | Palermo                                                                 | Italia                                                                  | 1 – 2                                                                   | Svizzera                                                                | Qual. Mondiali 2023                                                     | -                                                                       | 77’                                                                     |
| 30-11-2021                                                              | Vilnius                                                                 | Lituania                                                                | 0 – 7                                                                   | Svizzera                                                                | Qual. Mondiali 2023                                                     | -                                                                       |                                                                         |
| 20-2-2022                                                               | Marbella                                                                | Irlanda del Nord                                                        | 2 – 2                                                                   | Svizzera                                                                | Amichevole                                                              | 1                                                                       | 70’                                                                     |
| 23-2-2022                                                               | Marbella                                                                | Svizzera                                                                | 0 – 3                                                                   | Austria                                                                 | Amichevole                                                              | -                                                                       | 46’                                                                     |
| 8-4-2022                                                                | Bucarest                                                                | Romania                                                                 | 1 – 1                                                                   | Svizzera                                                                | Qual. Mondiali 2023                                                     | -                                                                       | 61’                                                                     |
| 17-2-2023                                                               | Algeciras                                                               | Polonia                                                                 | 0 – 0                                                                   | Svizzera                                                                | Amichevole                                                              | -                                                                       | 76’                                                                     |
| 21-2-2023                                                               | San Pedro Alcántara                                                     | Svizzera                                                                | 1 – 1                                                                   | Polonia                                                                 | Amichevole                                                              | -                                                                       | 46’                                                                     |
| 6-4-2023                                                                | Lucerna                                                                 | Svizzera                                                                | 0 – 0                                                                   | Cina                                                                    | Amichevole                                                              | -                                                                       |                                                                         |
| 11-4-2023                                                               | Zurigo                                                                  | Svizzera                                                                | 1 – 2                                                                   | Islanda                                                                 | Amichevole                                                              | -                                                                       | 61’                                                                     |
| 30-6-2023                                                               | Bienne                                                                  | Svizzera                                                                | 3 – 3                                                                   | Zambia                                                                  | Amichevole                                                              | -                                                                       | 77’                                                                     |
| 5-7-2023                                                                | Winterthur                                                              | Svizzera                                                                | 0 – 0                                                                   | Marocco                                                                 | Amichevole                                                              | -                                                                       | 46’                                                                     |
| 21-7-2023                                                               | Dunedin                                                                 | Filippine                                                               | 0 – 2                                                                   | Svizzera                                                                | Mondiali 2023 - 1º turno                                                | -                                                                       | 70’                                                                     |
| 30-7-2023                                                               | Dunedin                                                                 | Svizzera                                                                | 1 – 0                                                                   | Nuova Zelanda                                                           | Mondiali 2023 - 1º turno                                                | -                                                                       | 71’                                                                     |
| 22-9-2023                                                               | San Gallo                                                               | Svizzera                                                                | 0 – 1                                                                   | Italia                                                                  | UEFA Women's Nations League 2023-2024 - 1º turno                        | -                                                                       | 63’                                                                     |
| 26-9-2023                                                               | Cordova                                                                 | Spagna                                                                  | 5 – 0                                                                   | Svizzera                                                                | UEFA Women's Nations League 2023-2024 - 1º turno                        | -                                                                       | 78’                                                                     |
| 27-10-2023                                                              | Göteborg                                                                | Svezia                                                                  | 1 – 0                                                                   | Svizzera                                                                | UEFA Women's Nations League 2023-2024 - 1º turno                        | -                                                                       | 77’                                                                     |
| 31-10-2023                                                              | Zurigo                                                                  | Svizzera                                                                | 1 – 7                                                                   | Spagna                                                                  | UEFA Women's Nations League 2023-2024 - 1º turno                        | -                                                                       | 66’                                                                     |
| 1-12-2023                                                               | Lucerna                                                                 | Svizzera                                                                | 1 – 0                                                                   | Svezia                                                                  | UEFA Women's Nations League 2023-2024 - 1º turno                        | -                                                                       | 70’                                                                     |
| 5-12-2023                                                               | Parma                                                                   | Italia                                                                  | 3 – 0                                                                   | Svizzera                                                                | UEFA Women's Nations League 2023-2024 - 1º turno                        | -                                                                       | 58’                                                                     |
| 23-2-2024                                                               | San Pedro Alcántara                                                     | Polonia                                                                 | 1 – 4                                                                   | Svizzera                                                                | Amichevole                                                              | 1                                                                       | 64’                                                                     |
| 5-4-2024                                                                | Zurigo                                                                  | Svizzera                                                                | 3 – 1                                                                   | Turchia                                                                 | Qual. Euro 2025                                                         | -                                                                       | 79’                                                                     |
| 9-4-2024                                                                | Baku                                                                    | Azerbaigian                                                             | 0 – 4                                                                   | Svizzera                                                                | Qual. Euro 2025                                                         | -                                                                       |                                                                         |
| 31-5-2024                                                               | Bienne                                                                  | Svizzera                                                                | 2 – 1                                                                   | Ungheria                                                                | Qual. Euro 2025                                                         | 1                                                                       | 86’                                                                     |
| 4-6-2024                                                                | Budapest                                                                | Ungheria                                                                | 1 – 0                                                                   | Svizzera                                                                | Qual. Euro 2025                                                         | -                                                                       | 46’                                                                     |
| 12-7-2024                                                               | Kocaeli                                                                 | Turchia                                                                 | 0 – 2                                                                   | Svizzera                                                                | Qual. Euro 2025                                                         | -                                                                       | 79’                                                                     |
| 16-7-2024                                                               | Losanna                                                                 | Svizzera                                                                | 3 – 0                                                                   | Azerbaigian                                                             | Qual. Euro 2025                                                         | -                                                                       | 46’                                                                     |
| 25-10-2024                                                              | Losanna                                                                 | Svizzera                                                                | 1 – 1                                                                   | Australia                                                               | Amichevole                                                              | -                                                                       | 88’                                                                     |
| 29-10-2024                                                              | Ginevra                                                                 | Svizzera                                                                | 2 – 1                                                                   | Francia                                                                 | Amichevole                                                              | -                                                                       | 46’                                                                     |
| 29-11-2024                                                              | Zurigo                                                                  | Svizzera                                                                | 0 – 6                                                                   | Germania                                                                | Amichevole                                                              | -                                                                       | 46’                                                                     |
| 30-5-2025                                                               | Tomblaine                                                               | Francia                                                                 | 4 – 0                                                                   | Svizzera                                                                | UEFA Women's Nations League 2025 - 1º turno                             | -                                                                       | 78’                                                                     |
| 3-6-2025                                                                | Sion                                                                    | Svizzera                                                                | 0 – 2                                                                   | Norvegia                                                                | UEFA Women's Nations League 2025 - 1° turno                             | -                                                                       | 84’                                                                     |
| 10-7-2025                                                               | Ginevra                                                                 | Finlandia                                                               | 1 – 1                                                                   | Svizzera                                                                | Euro 2025 - 1° turno                                                    | -                                                                       | 82’                                                                     |
| 18-7-2025                                                               | Berna                                                                   | Spagna                                                                  | 2 – 0                                                                   | Svizzera                                                                | Euro 2025 - Quarti di finale                                            | -                                                                       | 90’                                                                     |
| Totale                                                                  |                                                                         | Presenze                                                                | 62                                                                      |                                                                         | Reti                                                                    | 9                                                                       |                                                                         |

## Palmarès
- Campionato italiano: 1

Juventus: 2024-2025
- Coppa Italia: 1

Juventus: 2024-2025